# Wilgotne lasy strefy umiarkowanej
Wilgotne lasy strefy umiarkowanej, lasy deszczowe strefy umiarkowanej, zawsze zielone lasy deszczowe strefy umiarkowanej – formacja roślinna zdominowana przez wiecznie zielone lasy występujące na obszarach panowania wilgotnych odmian klimatu umiarkowanego i podzwrotnikowego (zimy łagodne i bezmroźne, opady całoroczne lub okresowe, częste mgły). Jeden z typów lasów deszczowych. Ponieważ dominują drzewa o liściach przypominających liście wawrzynu (nagich, skórzastych, ciemnozielonych i błyszczących) lasy te bywają określane jako lasy wawrzynolistne. Z wyjątkiem lasów kolchidzkich (euksyńskich), w pozostałych zdecydowanie dominują gatunki zimozielone.

## Charakterystyka

Rozmieszczenie wilgotnych lasów strefy umiarkowanej

Lasy te odróżniają się od lasów formacji sąsiednich przede wszystkim ze względu na warunki klimatyczne. Większość obszarów zajmowanych przez nie leży w obrębie morskich odmian klimatu, niektóre w obrębie odmian górskich. Klimat morski strefy umiarkowanej i podzwrotnikowej charakteryzuje się stosunkowo stałą temperaturą i rozkładem opadów. Na obszarach tych jest stale ciepło i wilgotno w stopniu odpowiednim dla roślin, dzięki czemu okres wegetacyjny trwa niemal bez przerwy cały rok. Natomiast formacje roślinne głębi lądu charakteryzuje przerwa w wegetacji w porze suchej lub mroźnej.
Całoroczny okres wegetacyjny i duża wilgotność upodabnia tę formację do deszczowych lasów strefy równikowej, która jednak jest cieplejsza i wilgotniejsza. Obie strefy lasów deszczowych zbliżają się do siebie w południowo-wschodniej Azji. Odmianą tego typu lasów są deszczowe i mgielne lasy górskie stref cieplejszych. Pomimo pewnych cech wspólnych klimatu (duża wilgotność, brak trwałych okresów mrozu lub upału, mała zmienność sezonowa) do formacji tej zalicza się ekosystemy leśne leżące w różnych strefach klimatycznych różniących się pozostałymi parametrami. W strefie umiarkowanej klimat jest łagodzony przez morze, co polega na ogrzewaniu zimą i chłodzeniu latem, przez co nie występują typowe dla tej strefy pory roku bardzo zimne i ciepłe, w strefie podzwrotnikowej i zwrotnikowej wpływ morza lub gór polega na chłodzeniu latem i stałej ilości opadów, przez co nie występują, typowe dla tych stref, pory roku suche i deszczowe. Mimo to klimat, w którym występują lasy tego typu, może różnić się pod względem średniej temperatury, ilości opadów i innych czynników.
Długi okres wegetacyjny wiąże się z tym, że budujące tę formację drzewa nie zrzucają okresowo liści, które są zwykle drobne i skórzaste. Las jest gęsty, średnio wysoki i o niewielu warstwach (w porównaniu z lasami równikowymi). Występuje dużo mchów i porostów, w tym epifitycznych. Pirofityzm jest rzadki.

## Zróżnicowanie
Lasy deszczowe strefy umiarkowanej nie tworzą zwartej strefy, lecz zajmują izolowane obszary w różnych częściach świata tworząc lokalne odmiany. W Ameryce Południowej są to lasy waldiwijskie, na wschodnim wybrzeżu Morza Czarnego – lasy kolchidzkie.

### Wilgotne lasy iglaste zachodniego wybrzeża Ameryki Północnej

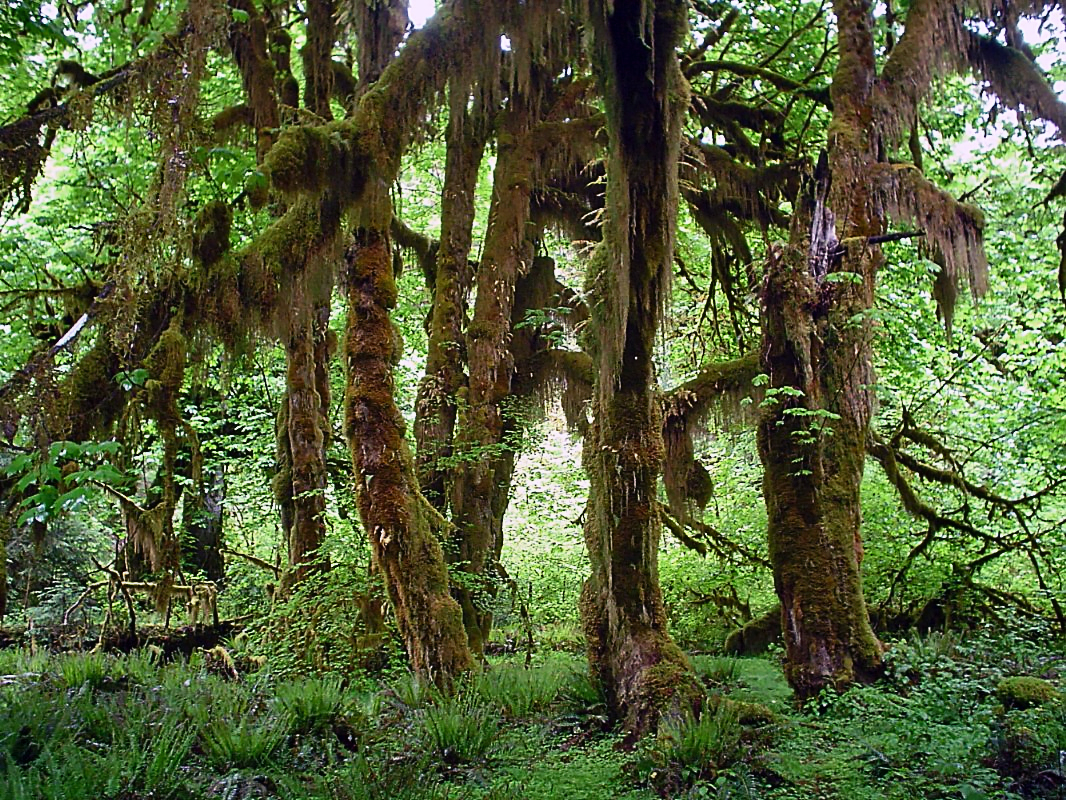
Las klonowy w Parku Narodowym Olympic

W Ameryce Północnej wilgotne lasy strefy umiarkowanej zajmują obszary na zachodnim wybrzeżu, w zasięgu oddziaływania Prądu Alaskańskiego. Ciągną się one południkowym pasem nadpacyficznym od wyspy Kodiak po północną Kalifornię. Mrozy niemal nie występują – średnia temperatura stycznia na południowym wybrzeżu Alaski wynosi ok. 0-3 °C, a na wybrzeżu Kalifornii 8-9 °C. Opady znaczne. Gleby brunatne, także szarobrunatne, zbielicowane.
W części południowej (Kalifornia, Oregon) dominujące gatunki drzew to sekwoja wieczniezielona, klon wielkolistny, w części północnej – choina zachodnia i żywotnik olbrzymi. Wszędzie pospolite są również świerk sitkajski i jedlica zielona. Wyżej występują bory sosnowo-modrzewiowe. Drzewa liściaste, np. olsza Alnus rubra lub dąb Quercus garryana są rzadkie. W strefie tej występują też zakrzaczone lub otwarte torfowiska budowane głównie przez torfowca brunatnego. Epifity, np. widliczka Selaginella oregona, paprotka Polypodium scouleri, są powszechne. Ze względu na iglasty charakter lasów i podobne rodzaje drzew (sekwoja, żywotnik, świerk, jedlica) w niektórych opracowaniach lasy te łączone są z formacjami roślinnymi, z którymi sąsiadują na północy (tajga) lub południu (lasy typu śródziemnomorskiego), jednak fizjonomia drzewostanu i warunki klimatyczne tych formacji są zupełnie odmienne, gdyż są one suchsze, a w wegetacji zaznacza się wyraźna przerwa wywołana mrozem lub letnią suszą.

### Lasy euksyńskie

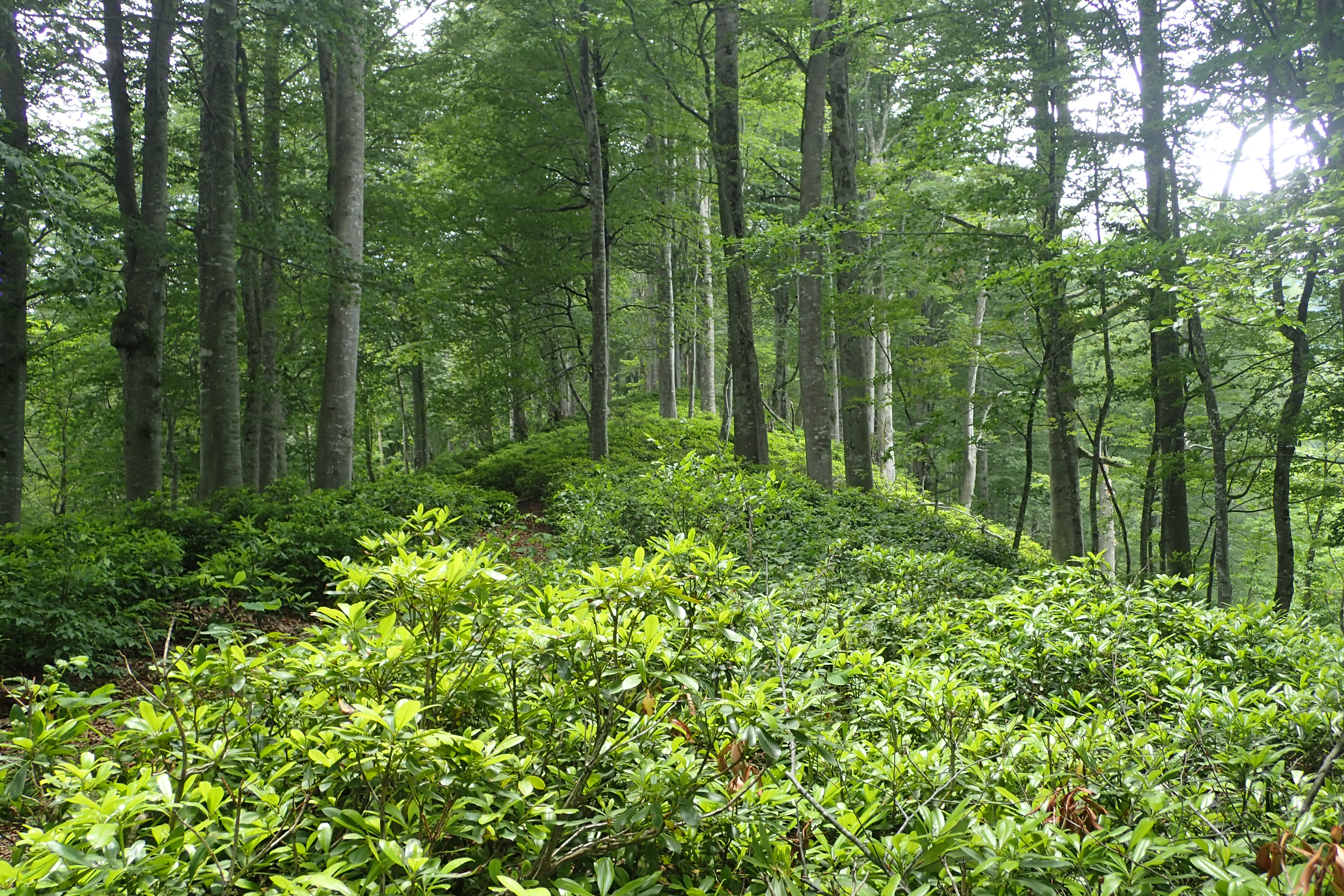
Las z bukiem wschodnim i rododendronem pontyjskim w parku narodowym Mtirala

Na wschodnich i południowych wybrzeżach Morza Czarnego występują lasy euksyńskie zbliżone do sąsiednich formacji roślinnych. Fitosocjologicznie da się w nich wyodrębnić zbiorowiska leśne z czterech klas: Alnetea glutinosae euxina (nawiązujące do olsów), Querco-Fagetea orientalis (nawiązujące do lasów liściastych zrzucające liście na zimę), Piceo-abietea pontica (nawiązująca do borów) oraz Oleo-Punicetea (nawiązujące do roślinności śródziemnomorskiej). Lasy liściaste to głównie lokalne odmiany buczyn i dąbrów. Budowane są one m.in. przez liczne gatunki dębów i sosen, a także buka wschodniego, graba, i kasztana jadalnego. W odróżnieniu od typowych wilgotnych lasów podzwrotnikowych, gatunki zimozielone są rzadkie. Odmiany występujące na wschodnim wybrzeżu Morza Czarnego nazywane są lasami kolchidzkimi (występują na Nizinie Kolchidzkiej i Lenkorańskiej). W systemie regionalizacji WWF szerokolistne lasy euksyńsko-kolchidzkie tworzą ekoregion PA0422. W 2021 roku lasy deszczowe i mokradła Kolchidy na terenie Gruzji wpisane zostały na listę światowego dziedzictwa UNESCO.

### Lasy hyrkańskie
Lasy hyrkańskie występujące na południowo-zachodnim i południowym wybrzeżu Morza Kaspijskiego, u podnóża Elbursu, są nieco podobne do oddzielonych od nich pasmem Kaukazu lasów euksyńskich. Główne klasy fitosocjologiczne wyróżniane wśród nich to olszyny hyrkańskie Alnetea hyrcanica, lasy liściaste z klasy Zelkovo-Parrotietea i górskie buczyny Fagetea hyrcanica. Sezon wegetacyjny trwa cały rok, ale latem jest suszej (choć wilgotno) i znacznie cieplej niż zimą. W systemie regionalizacji WWF mieszane lasy kaspijsko-hyrkańskie tworzą ekoregion PA0407. 
W 2019 roku lasy hyrkańskie na terenie Iranu zostały wpisane na listę światowego dziedzictwa UNESCO. W 2023 roku wpis rozszerzono o kompleks leśny w Parku Narodowym Hirkan w południowym Azerbejdżanie.

### Makaronezyjskie lasy wawrzynolistne
Występują na północnych, cienistych stokach niektórych Wysp Kanaryjskich i na Maderze, w miejscach znajdujących się pod wpływem północnych wiatrów pasatowych, z często występującymi mgłami. Zbiorowiska leśne są często kilkuwarstwowe, z dużym udziałem średnich i niskich drzew, krzewów i lian. W runie liczne są paprocie, a na pniach i gałęziach – epifity, głównie mszaki. 

### Zawsze zielone lasy podzwrotnikowe Azji Południowo-Wschodniej

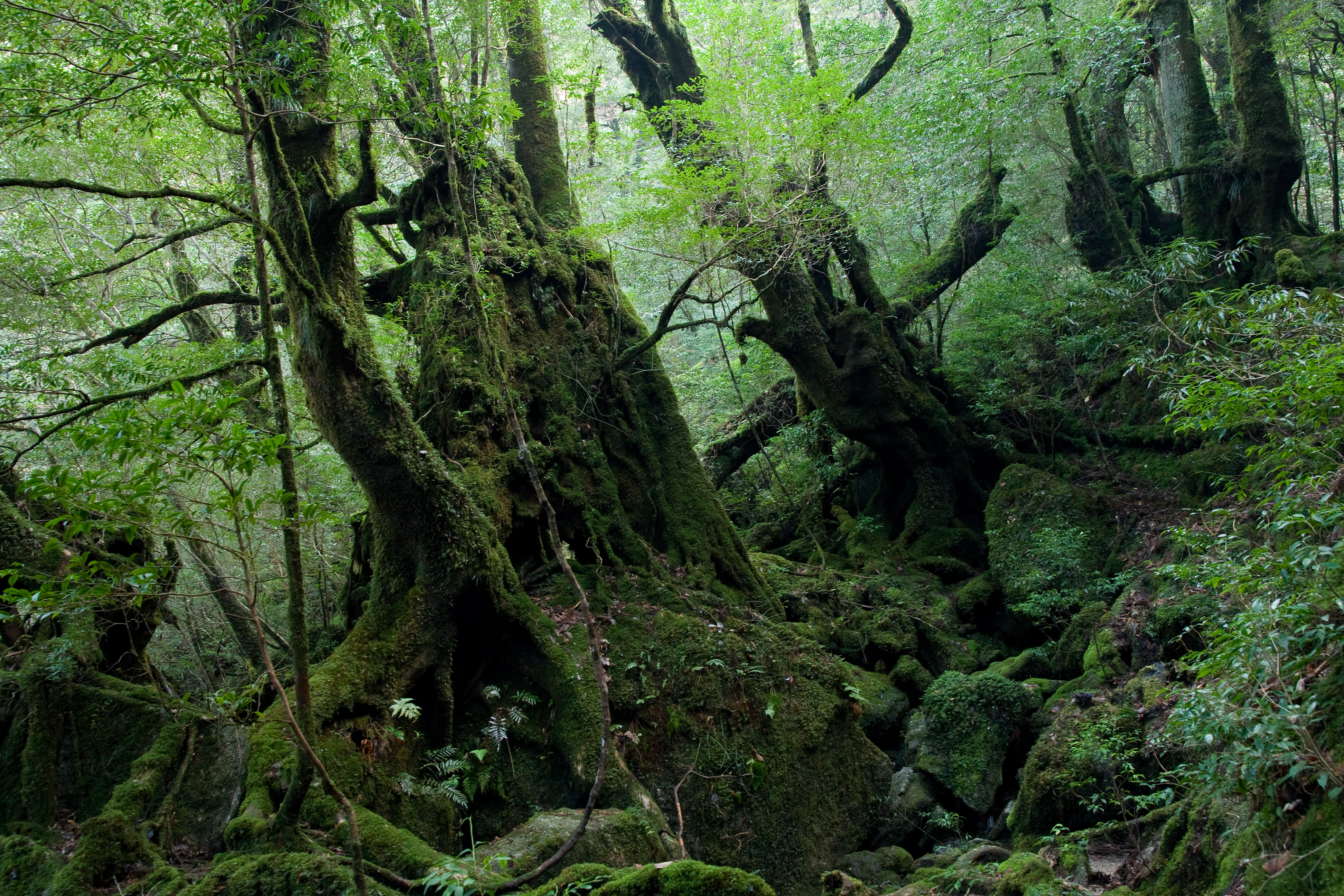
Las na wyspie Yaku-shima, południowa Japonia

W południowej i wschodniej części Chin, w południowej części Korei i Japonii, a także na stokach Himalajów i gór Archipelagu Sundajskiego występują wilgotne lasy podzwrotnikowe. Znajdują się one pod klimatycznym wpływem monsunów.

### Lasy południowe (południowoandyjskie)
W strefie klimatu morskiego w Chile występują lasy południowoandyjskie, głównie lasy waldiwijskie. Wskutek oddziaływania oceanu opady są równomiernie rozłożone w ciągu roku, częste jest zamglenie, a mrozy zdarzają się rzadko. Właściwy las waldiwijski – wilgotny las tique występuje w strefie dużych opadów. Budowany jest przez wysokie (do 40-50 m) zimozielone drzewa. Gatunki je budujące często są endemitami, jak np. Aextoxicon punctatum. Liczne są liany i epifity. Na miejscach zabagnionych rosną lasy alerce, budowane głównie przez ficroję cyprysowatą. W systemie regionalizacji WWF waldiwijskie lasy strefy umiarkowanej tworzą ekoregion NT0404.
Poza typowymi lasami waldiwijskimi do lasów południowych zaliczane są zrzucające liście na zimę lasy pośrednie między lasami wilgotnymi a śródziemnomorskimi: roble (dominacja Nothofagus obliqua) i rauli (dominacja Nothofagus procera), zimozielone patagońsko-magellańskie lasy coihe (dominacja Nothofagus dombeyi) i guido (dominacja Nothofagus betuloides) i inne, tj. typowe lasy liściaste zrzucające liście na zimę i zarośla subpolarne.

### Wilgotne lasy eukaliptusowe
W Australii strefy wilgotnych lasów równikowych, podzwrotnikowych i strefy umiarkowanej tworzą szereg przejść i tworzą przerywany pas płatów leżących wśród roślinności suchej po wschodniej stronie Wielkich Gór Wododziałowych. Wilgotne lasy podzwrotnikowe są zdominowane przez Eucalyptus amygdalina, podczas gdy w strefie umiarkowanej dominują Eucalyptus regnans, Eucalyptus globulus, Eucalyptus gigantea, Eucalyptus obliqua, a także bukany i paprocie drzewiaste, np. Dicksonia antarctica. W regionalizacji WWF wilgotne lasy stref podzwrotnikowej i umiarkowanej należą do kilku ekoregionów, przy czym lasem deszczowym w ścisłym znaczeniu, tj. bez charakteru pirofitycznego, określany jest jedynie ekoregion AA0413 (tasmańskie lasy deszczowe strefy umiarkowanej).

### Wilgotne lasy podzwrotnikowe i zawsze zielone lasy liściaste Nowej Zelandii

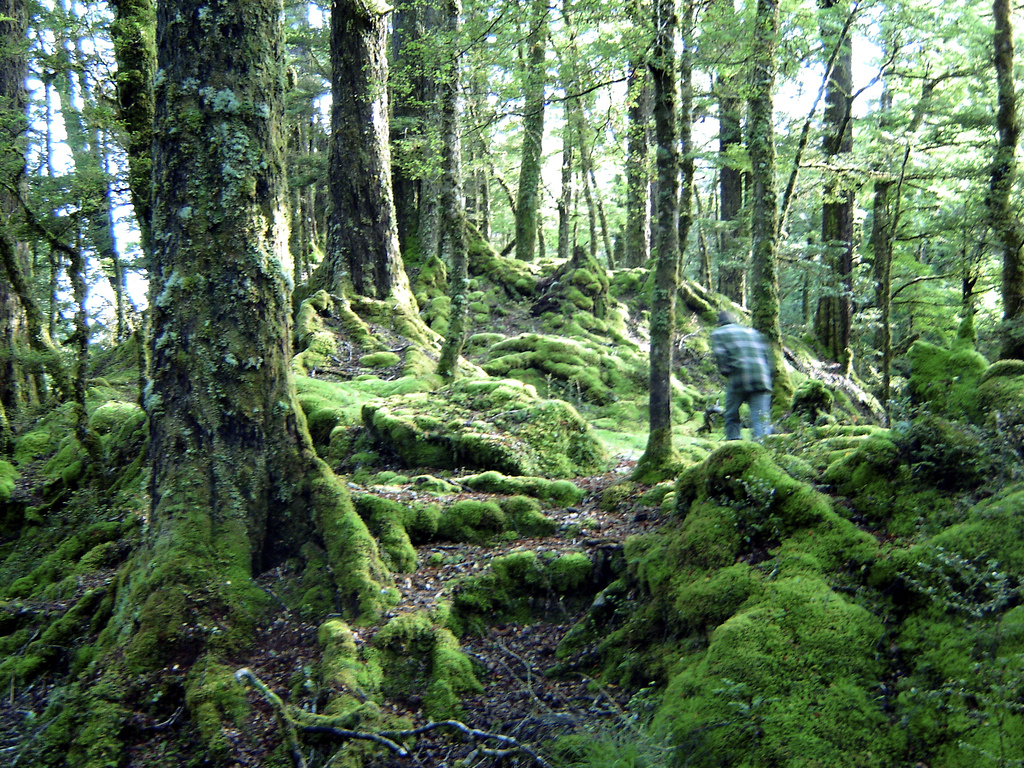
Las deszczowy w Parku Narodowym Fiordland na Nowej Zelandii

Obie główne wyspy Nowej Zelandii leżą w większości w strefie wilgotnych lasów, przy czym Wyspa Północna głównie w strefie lasów podzwrotnikowych, a Wyspa Południowa głównie w strefie umiarkowanej. Las podzwrotnikowy nazywany jest lasem kauri od budującego najwyższe piętro drzewostanu gatunku, tj. soplicy kauri. Liczne są też paprocie drzewiaste, występują palmy, zdarzają się bukany. Bukany są dominantami w lasach Wyspy Południowej – Nothofagus cliffortioides na wyżynach i Nothofagus fusca na nizinach.

## Kontrowersje klasyfikacyjne
Lasy tej formacji nie we wszystkich systemach są wyodrębniane z innych, większych biomów, zwłaszcza w geobotanice kontynentalnej Europy. Lasy tego typu występujące na zachodnim wybrzeżu Ameryki Północnej i nad Morzem Ochockim bywają włączane do tajgi. Wilgotne lasy europejskich wybrzeży Atlantyku oraz wybrzeży Morza Ochockiego, a także Nowej Zelandii bywają włączane do biomu lasów liściastych zrzucających liście na zimę. Niektórzy z kolei uznają tę formację za odmianę deszczowych lasów równikowych włączając do niej również wilgotne lasy strefy zwrotnikowej, np. na Florydzie.
Istnieją również systemy bardziej szczegółowe, w których poszczególne typy tych lasów nie są ze sobą łączone, lecz rozpatrywane osobno, jako wilgotne lasy iglaste (w zachodniej Ameryce Północnej), wilgotne lasy podzwrotnikowe (częściowo zimozielone) (w strefie podzwrotnikowej), lasy południowe (w Ameryce Południowej), lasy euksyńskie (w okolicach Kaukazu) itp.
Z powodu różnic ujęć stosowanie nazwy „lasy deszczowe strefy umiarkowanej” może prowadzić do nieporozumień. W polskiej tradycji nazwa „las deszczowy” była rzadko używana. W tradycji anglojęzycznej nazwa temperate rainforest odnosi się głównie do lasów tego typu w Ameryce Północnej, Australii i Nowej Zelandii. W przypadku lasów atlantyckiego wybrzeża Europy w publikacjach naukowych podkreśla się podobieństwo do strefy lasów deszczowych w Ameryce Płn., ale raczej bez stosowania tej nazwy do lasów europejskich. Ze względu na duże zróżnicowanie lokalne, tworzone w danych tradycjach naukowych definicje mogą nie pokrywać się z definicjami innych badaczy. Jedna z definicji określa strefę deszczowych lasów strefy umiarkowanej przez następujące parametry:
- powyżej 1400 mm rocznego opadu
- chłodne lato związane z niewielkimi sezonowymi zmianami temperatury
- średnia roczna temperatura 4-12 °C
- rzadkie pożary (z wyjątkiem pirofitycznych lasów sekwojowych)[13].

Tymczasem inne definicje ograniczają się do określenia, że są to lasy strefy umiarkowanej o dużej (powyżej 50 cali, tj. ok. 1300 mm) sumie opadów lub do ustalenia zakresu średniej temperatury od powyżej 0 °C do ok. 20 °C przy opadach powyżej 2 000 mm.